# Marțian Negrea
Marțian Negrea (Vorumloc (avui, Valea Viilor, comtat de Sibiu), Àustria-Hongria, 29 de gener de 1893 - Bucarest (Romania), 13 de juliol de 1973), va ser un compositor, professor i director d'orquestra romanès.

## Biografia
Va començar els seus estudis musicals a Sibiu (1910-1914), continuant-los a Viena (1918-1921) amb el músic d'origen romanès Eusebius Mandyczewski i Franz Schmidt.
A Viena va entrar en contacte amb la gran tradició musical alemanya, però també amb les tendències post romàntiques de l'època, que van influir molt en el seu llenguatge harmònic.
De retorn al seu país, Marțian Negrea va ocupar diversos càrrecs docent al llarg dels anys al Conservatori de Cluj, on va ensenyar teoria de les formes i instruments musicals, contrapunt, música de cambra, (1921-1941) i al Conservatori de Bucarest (1941). -1963).
La primera publicació de deu peces en caràcter romanès extretes del Codex Caioni va ser realitzada pel compositor Marțian Negrea, en un dels seus estudis.
La seva creació musical, encara que no massa nombrosa, engloba tots els gèneres.

## Escrits
- Tratat de instrumente , Tractat d'instruments (1925)
- Tratat de forme muzicale, Tractat de les formes musicals (1932)
- Un compozitor român din secolul al XVII-lea: Ioan Căianu, Un compositor romanès del segle XVII: Ioan Căianu (1629-1687), Craiova, scrisul Românesc, [1941]
- Tratat de contrapunct și fugă, Tractat de contrapunt i fuga (1957)
- Tratat de armonie, Tractat d'Harmonia (1958).

L'any 1996, per iniciativa de la família del difunt metge Sorin Negrea, fill del compositor, es va constituir la fundació cultural "Marțian Negrea". L'objectiu principal de la fundació és promoure els valors musicals romanesos, intèrprets, compositors i directors d'orquestra. El president de la fundació és la neboda de l'artista, la pianista i professora Miruna Negrea, i el vicepresident és el seu marit, el flautista Adrian Stoica.
L'any 2003, 30 anys després de la seva mort, a la localitat de Valea Viilor, en presència de nombrosos funcionaris de la comarca de Sibiu, es va descobrir el bust de Marțian Negrea.

## Premis
L'any 1963 va ser condecorat amb l'Orde del Treball cl. I.

## Filmografia
- Baia Mare, film documentar, 1952, música original
- Prin Munții Apuseni, 1958, música original
- Marin Pescarul, òpera, versió televisiva, TVR, direcció Marianti Banu, 1972 <refViorel Cosma, p. 62-63/ref>